# Éditions Loubatières
Pour les articles homonymes, voir Loubatières.
Les Éditions Loubatières sont une maison d’édition indépendante française qui se consacre essentiellement à l’histoire et au patrimoine.

## Histoire
Les Éditions Loubatières ont vu le jour en 1977 avec la publication par Francis Loubatières (1944-2016), dirigeant de la Carterie occitane, d'un reprint de l’album consacré au Languedoc des Voyages pittoresques et romantiques dans l'ancienne France. Suivirent des ouvrages – bandes dessinées, romans et essais – consacrés à l’histoire et au patrimoine, signés entre autres par Anne Brenon, Jean Clottes, Joseph Delteil, Geneviève Dreyfus-Armand, Gérald Forton, Claude Marti, Charles Mouly, Jean-Claude Pertuzé, Hippolyte Romain, Michel Roquebert, Marie Rouanet, Yves Rouquette… 
À partir de 1988 la maison d'édition est développée par la SA Éditions Loubatières puis, de 2001 à 2017, par la SARL Nouvelles Éditions Loubatières. Depuis 2018, les Éditions Loubatières appartiennent à la SARL Navidals. 
Depuis leur création, les Éditions Loubatières ont publié plus de 700 titres. Les auteurs sont historiens, géographes, ethnologues, météorologues, physiciens, photographes, archivistes, architectes, écrivains tels Marianne Bastid-Bruguière, Fatima Besnaci-Lancou, Joan Busquets, Jules Celma, Joël Collado,  Pascal Jacob, Pierre Le Coz, Stéphane Lévin, Robert Marconis, Jean-Marc Olivier, ou Claudine Pailhès.
Les Éditions Loubatières sont diffusées par GEODIF (groupe Eyrolles) et distribuées par Sodis.

## Collections
Les Éditions Loubatières développent plusieurs collections.
La collection Archives remarquables est constituée de beaux livres dédiés aux fonds d’archives. Chaque ouvrage met en valeur les documents d’un fonds particulier – national, départemental, municipal ou issu d’une entreprise – et donne la parole aux archivistes qui en ont la charge.
La collection Histoire & patrimoine des métiers propose de découvrir un univers professionnel depuis les prémices jusqu’à nos jours. 
La collection Au temps des Trente Glorieuses explore ces années qui, de 1945 à 1975, ont vu la France se transformer plus vite et plus profondément que jamais auparavant. Consacré à des sujets particuliers (la mode, l'automobile, les loisirs, le confort moderne…), ou à des territoires (une ville, un département, une région…), chaque ouvrage met en valeur la créativité, le dynamisme économique, l’évolution des modes de vie qui ont fait la singularité des Trente Glorieuses.